# The Wild Life (film)
The Wild Life è un film comico-drammatico statunitense del 1984 scritto da Cameron Crowe e diretto da Art Linson.
La pellicola ha come colonna sonora musiche di artisti molto in voga negli anni  80:  Madonna,  Bananarama, Prince, Billy Idol e Edward Van Halen che oltre ad aver scritto appositamente una canzone completa per il film (Donut City), ha composto diversi pezzi strumentali rimasti poi inediti.
La scuola usata in molte scene del film, è la Torrance High School (2200 W.Carson ST. di Torrance, Los Angeles), usata anche nelle serie tv di Buffy l'ammazzavampiri e Beverly Hills 90210.
In un cameo appare il chitarrista  Ron Wood.